# Biserica de lemn din Ciocâltei

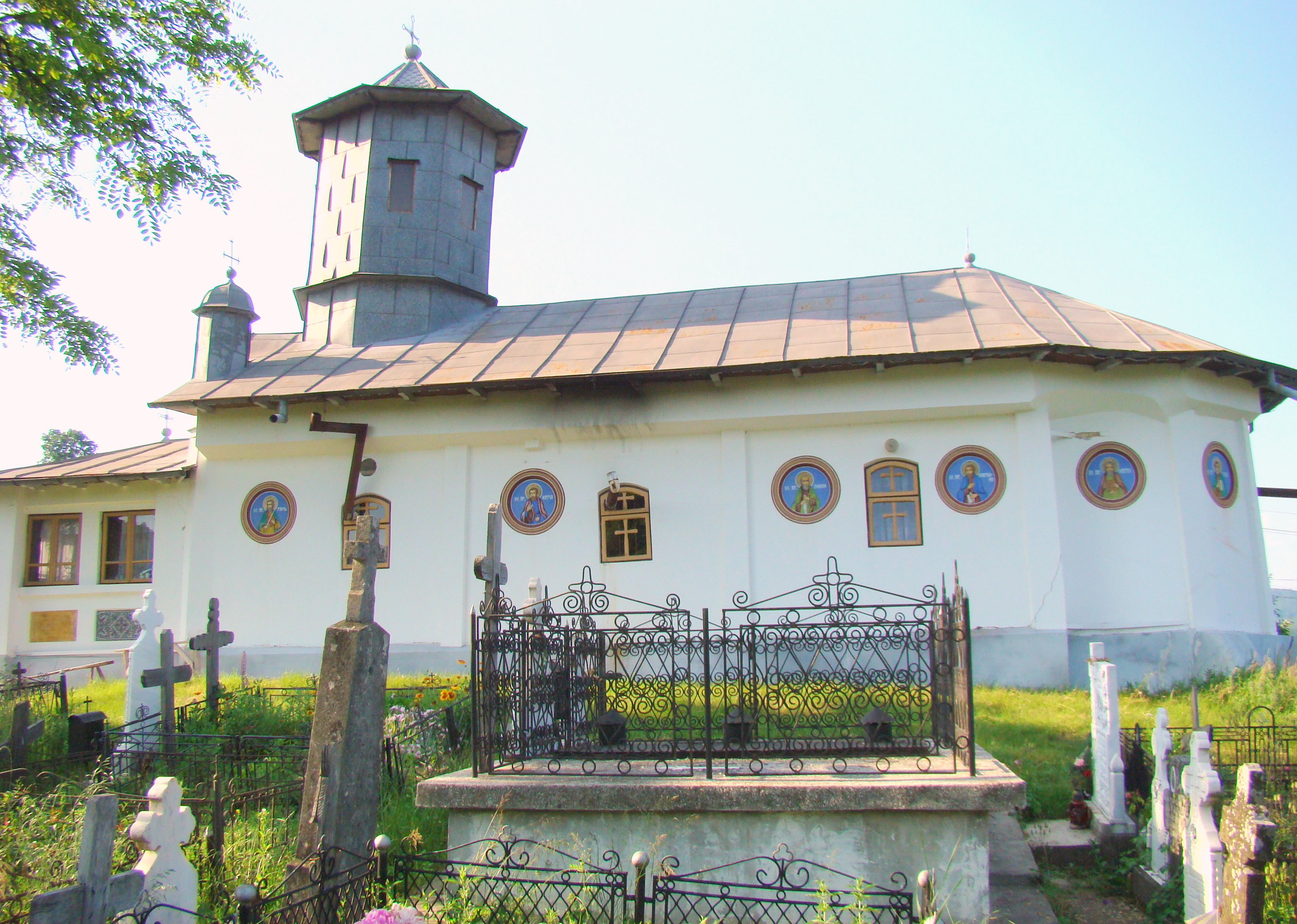
Biserica de lemn „Cuvioasa Paraschiva” din Ciocâltei, județul Vâlcea, foto: iunie 2010.

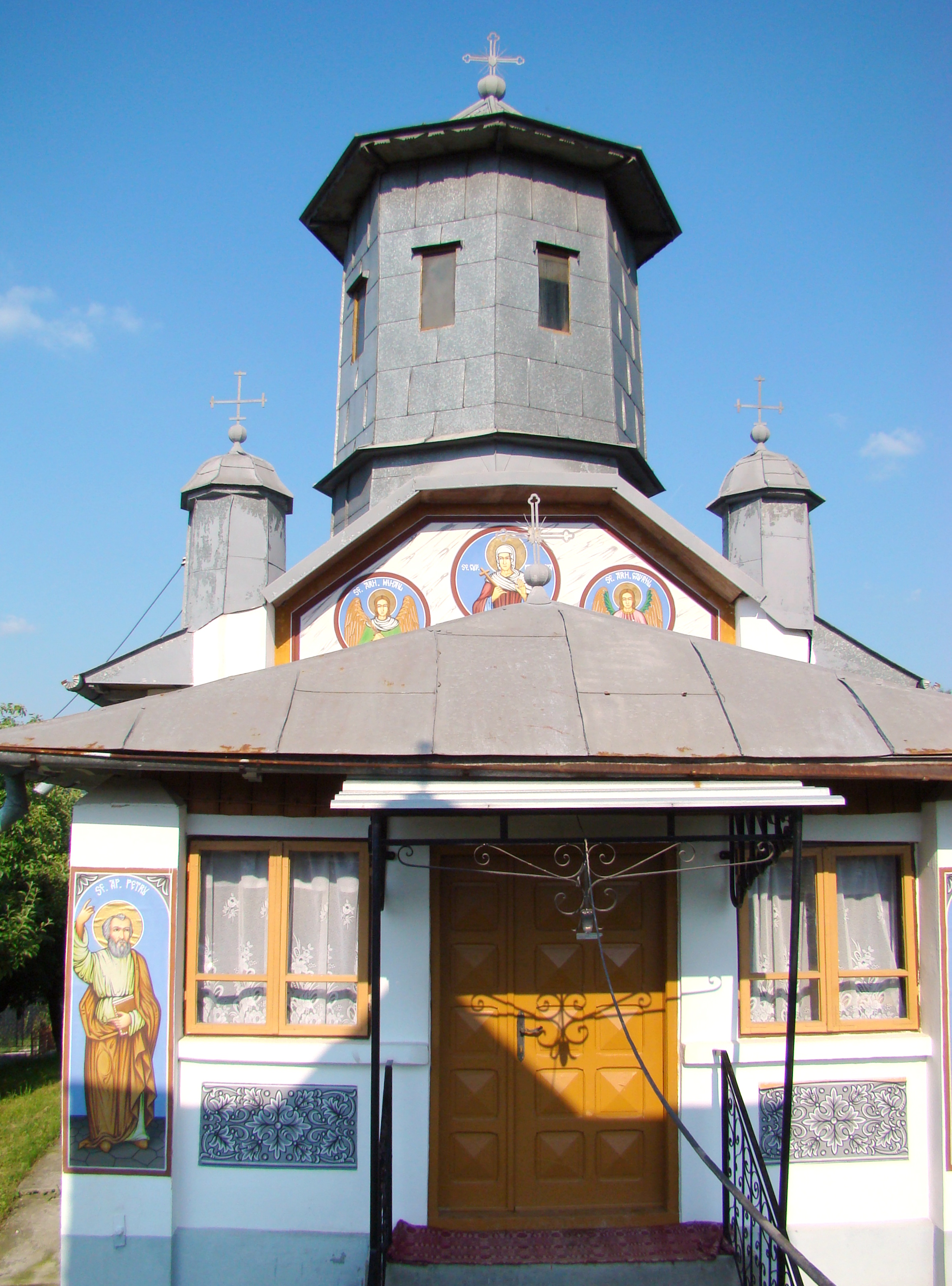
Biserica (vest)

Biserica de lemn din Ciocâltei, comuna Roești, județul Vâlcea, a fost construită în 1898. Are hramul „Cuvioasa Paraschiva”. Biserica se află pe noua listă a monumentelor istorice sub codul LMI:  VL-II-m-B-09719.

## Galerie de imagini

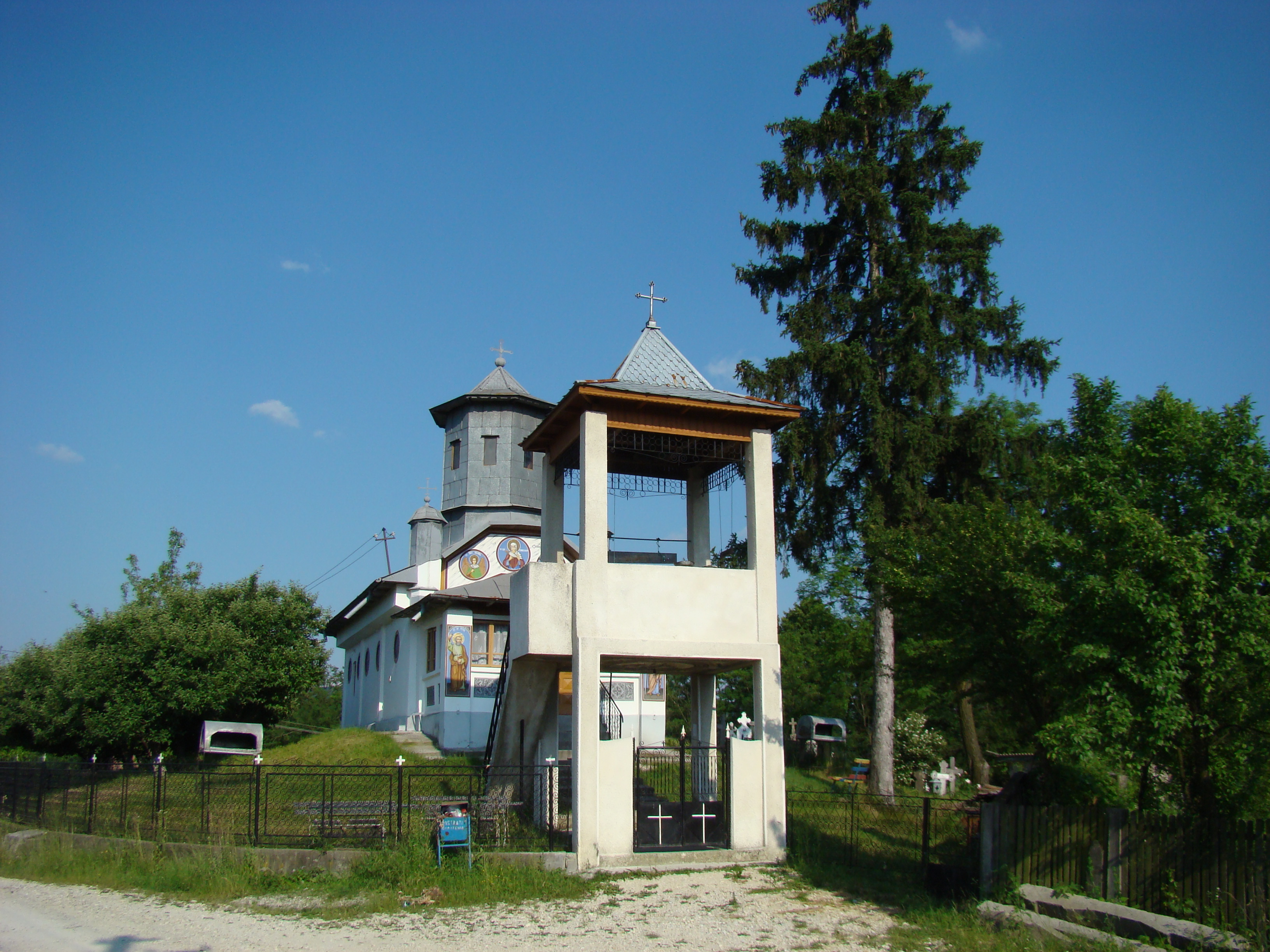
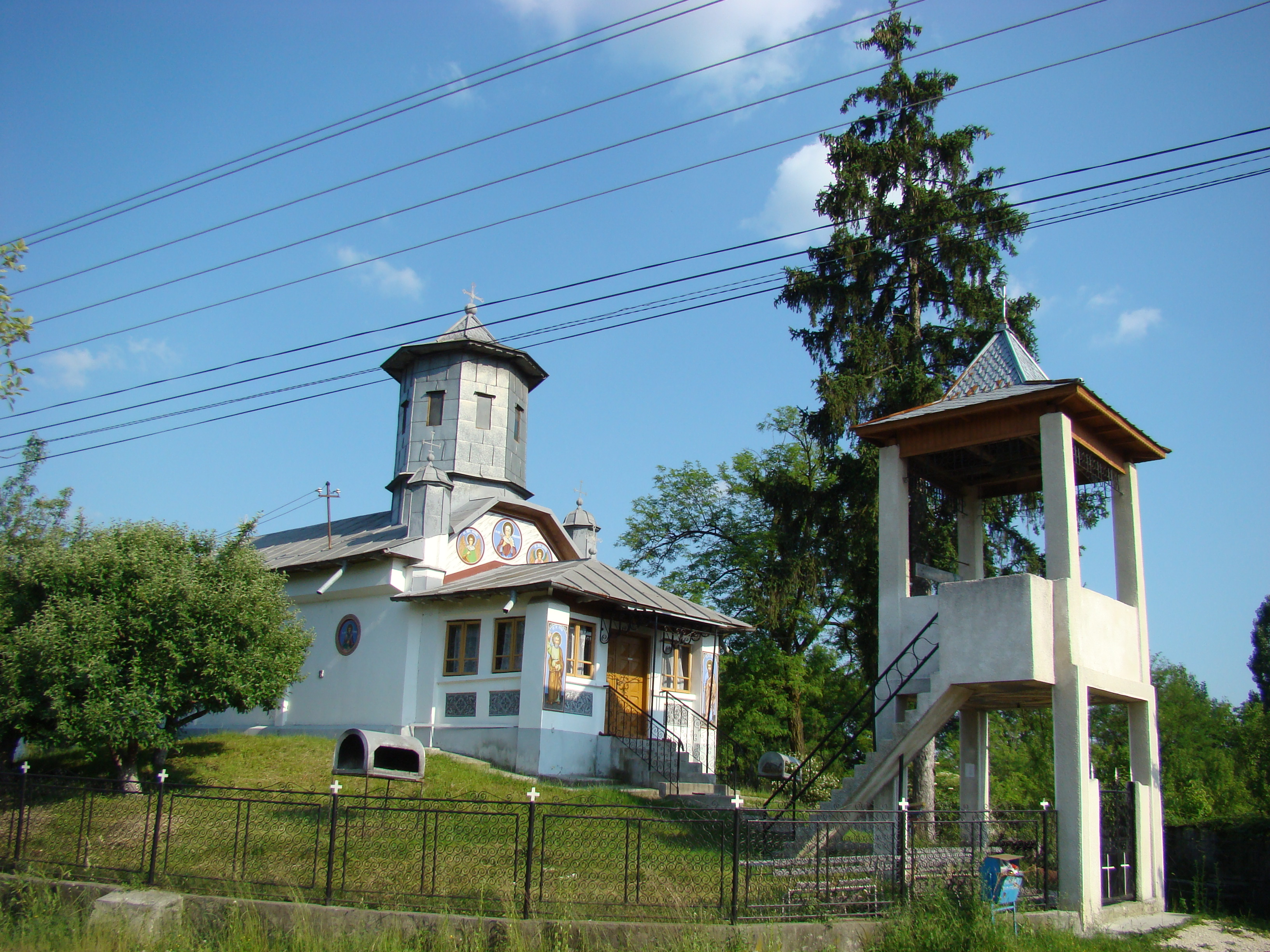
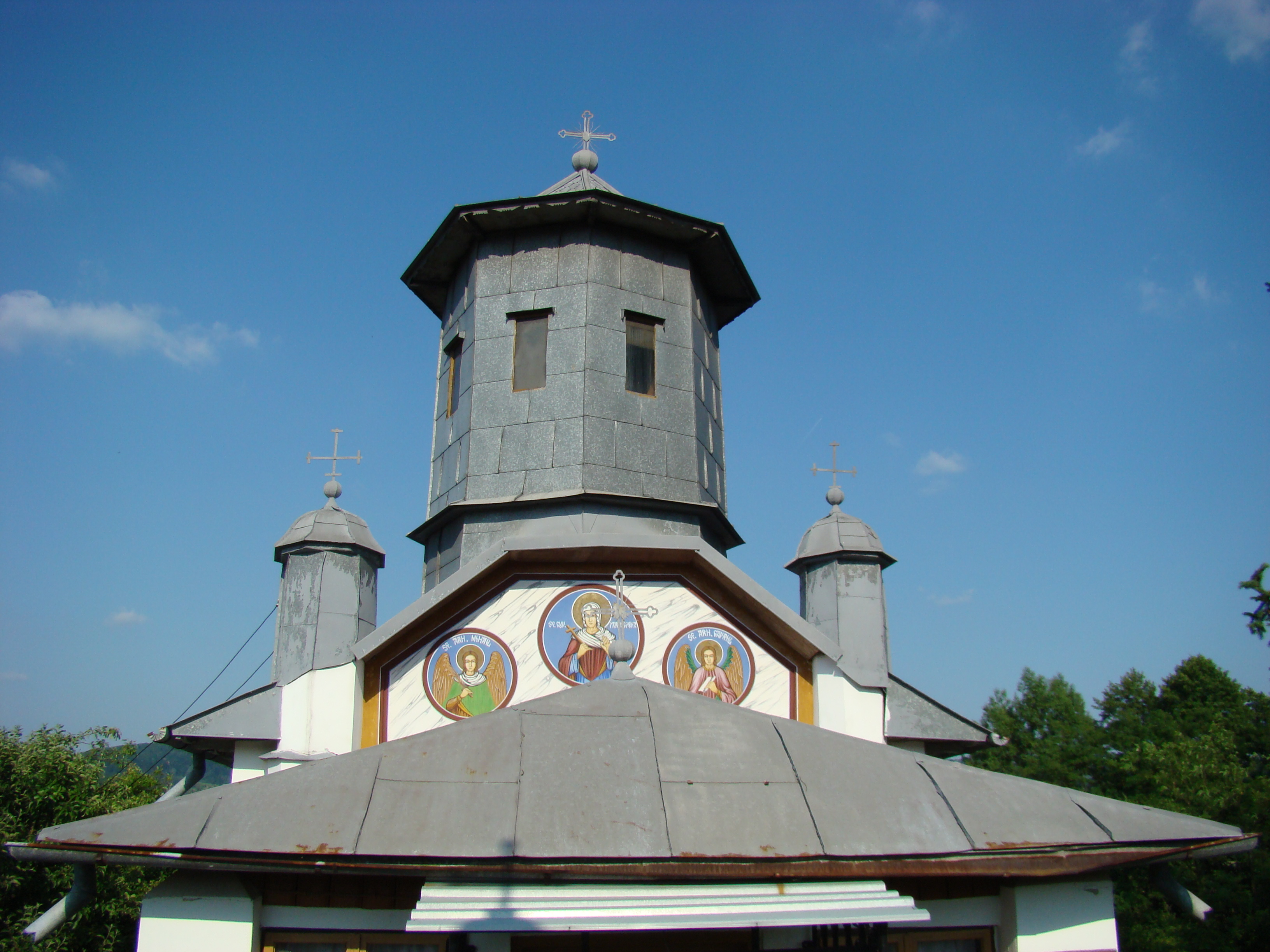
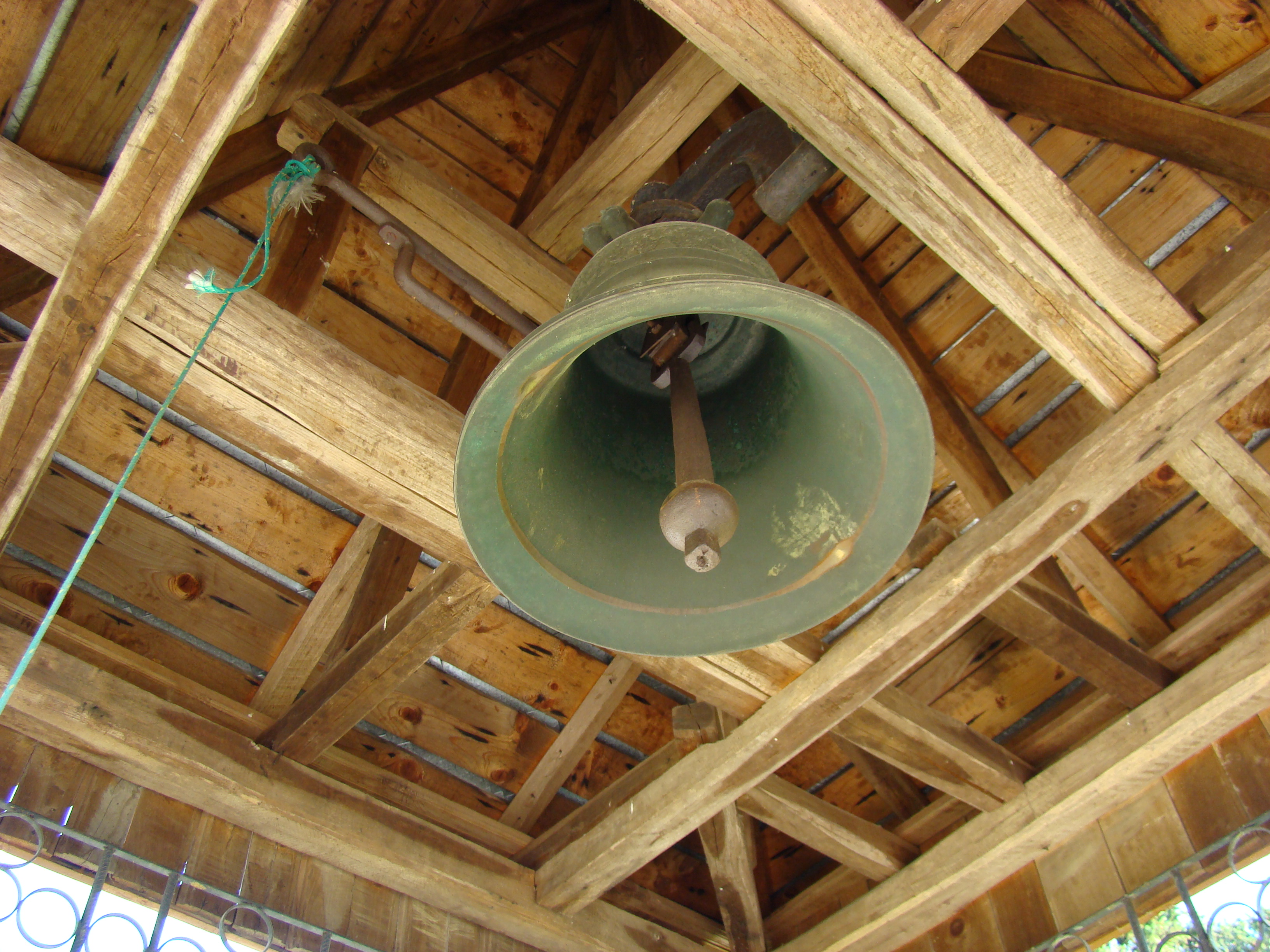